# Miguel Uchôa
Miguel Ângelo de Andrade Uchôa Cavalcanti (nascido em 29 de dezembro de 1956) é um bispo e autor anglicano brasileiro. Desde 2012, é bispo diocesano da Diocese do Recife, que rompeu com a Igreja Episcopal Anglicana do Brasil (IEAB), reconhecida pela Comunhão Anglicana, e desde 2018, é o primeiro primaz da Igreja Anglicana reconhecida pelo GAFCON no Brasil (IAB).

## Biografia
Miguel Uchoa converteu-se aos 23 anos na Igreja Anglicana, através do esforço missionário da Aliança Bíblia Universitária-Brasil. Formou-se em Engenharia de Pesca na Universidade Federal Rural de Pernambuco e é graduado e pós-graduado em Teologia pelo Seminário Teológico Batista do Norte do Brasil. Tem cursos de especialização no Brasil e no Exterior.
Foi casado com Valéria Uchoa, falecida em 2018, e tiveram dois filhos. Casou-se novamente com Juliane Uchoa.

### Ministério
Aderiu ao movimento de renovação espiritual em 1979. Foi fundador do Ministério Anglicano de Renovação (MAR), que atuou por muitos anos promovendo a espiritualidade renovada no meio anglicano no Brasil. Durante muitos anos foi atuante na Fraternidade dos Anglicanos Evangélicos internacional.
Em 1996, fundou a Paróquia Anglicana Espírito Santo (PAES) em Jaboatão dos Guararapes, da qual é reitor, considerada uma das maiores igrejas anglicanas da América Latina com mais de 1.000 fiéis, e atual catedral nacional e diocesana da Província da Igreja Anglicana no Brasil e da Diocese de Recife.

### Realinhamento anglicano
Em 2004, após a deposição do bispo de Recife, Robinson Cavalcanti, pela IEAB, Uchôa juntou-se a dois terços do clero e cerca de 95 por cento dos leigos na desfiliação da IEAB e na adesão a uma Diocese independente de Recife sob o "reconhecimento extraprovincial" de Gregory Venables, primaz da Igreja Anglicana do Cone Sul. Em outubro de 2012, após o assassinato de Cavalcanti, Uchôa foi eleito para sucedê-lo. Em dezembro de 2012, foi consagrado e empossado como bispo de Recife. Sua sagração episcopal aconteceu na PAES.
Em 2015, um tribunal de apelação em Pernambuco decidiu que os bens diocesanos pertenciam à diocese remanescente afiliada à IEAB, resultando na perda de quatro igrejas. Após a decisão, em 2016, o grupo alinhado à GAFCON, liderado por Uchôa, reconstituiu-se como Igreja Anglicana-Diocese do Recife.
Em maio de 2018, a GAFCON reconheceu a Igreja Anglicana-Diocese do Recife como uma província autônoma, a Igreja Anglicana no Brasil. Uchôa foi instalado como o primeiro primaz da IAB. Para formar a nova província, a diocese foi desmembrada em três (Recife, Vitória e João Pessoa) e uma região missionária abrangendo o resto do Brasil.
Como primaz, Uchôa participou da Global Anglican Future Conference de 2018 em Jerusalém e da entronização de Stephen Kaziimba em 2020 como arcebispo da Igreja de Uganda. Ele é membro do Conselho de Primazes da GAFCON e membro da Global South Fellowship of Anglican Churches. Em 2023, após a votação do Sínodo Geral da Igreja da Inglaterra para acolher as bênçãos das uniões entre pessoas do mesmo sexo , ele assinou a declaração do Sul Global rejeitando a liderança do Arcebispo de Canterbury na Comunhão Anglicana. No quarto evento quinquenal da GAFCON em Kigali , em abril de 2023, Uchôa foi eleito vice-presidente da GAFCON.

## Obras
- Do Túmulo Vazio à Descida do Espírito (2012, Imprensa da Fé) ISBN 978-8591304608
- Diga sim com convicção (2014, Mundo Cristão) ISBN 978-8573259728
- As quatro faces do amor: Descubra o segredo para uma surpreendente vida a dois (2017, Thomas Nelson Brasil) ISBN 978-8578601515
- Contribuição em Uma nova reforma: Após 500 anos, o que ainda precisa mudar? (2017, Mundo Cristão) ISBN 978-8543302164
- Gerúndio: Quando A Vida Com Deus é Vida em Movimento (Luz e Vida) ISBN 9788576242338
- A arte de sabotar a própria vida: como viver de forma intencional, vencendo a si mesmo, sendo bem-sucedido aos olhos de Deus (2019, United Press) ISBN 978-8524305863
- Contribuição em 40 Dias Para Refletir: Devocional para a Quaresma (2022) ISBN 979-8421458692
- Minha jornada com Deus - Passos seguros para caminhar com Jesus e chegar bem ao fim (2024, GodBooks) ISBN 978-6561400046
- Devocinal Quaresma 2025: O Que Eu Não Posso Deixar..." (2025) ASIN B0DXQG417D